# Cantón de Veyre-Monton
El cantón de Veyre-Monton era una división administrativa francesa, que estaba situada en el departamento de Puy-de-Dôme y la región de Auvernia.

## Composición
El cantón estaba formado por once comunas:
- Authezat
- Corent
- La Roche-Blanche
- La Sauvetat
- Le Cendre
- Le Crest
- Les Martres-de-Veyre
- Orcet
- Plauzat
- Tallende
- Veyre-Monton

## Supresión del cantón de Veyre-Monton
En aplicación del Decreto nº 2014-210 de 21 de febrero de 2014, el cantón de Veyre-Monton fue suprimido el 22 de marzo de 2015 y sus 11 comunas pasaron a formar parte; nueve del nuevo cantón de Les Martres-de-Veyre, una del nuevo cantón de Cournon-d'Auvergne y una del nuevo cantón de Vic-le-Comte.